# Grossgurmels

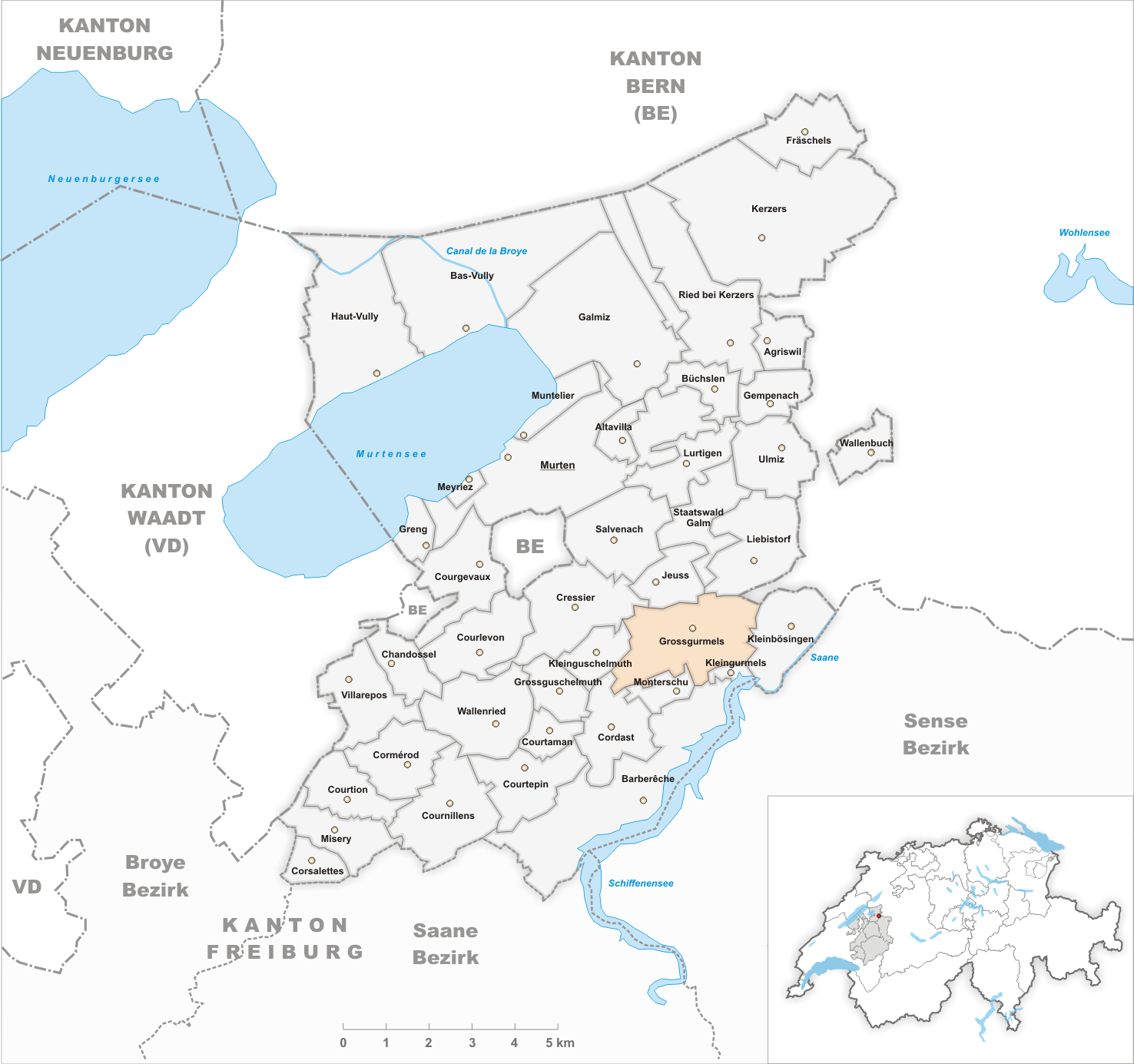
Gemeindestand vor der Fusion am 1. Januar 1978

Grossgurmels ist eine ehemalige Gemeinde des Bezirks See des Kantons Freiburg in der Schweiz. Am 1. Januar 1978 wurde  Grossgurmels mit der ehemaligen Gemeinde Monterschu zur Gemeinde Gurmels fusioniert. Sie ist Sitz der Gemeindeverwaltung der Gemeinde Gurmels.